# Buteo swainsoni
Buteo swainsoni là một loài chim trong họ Accipitridae.

## Hình ảnh

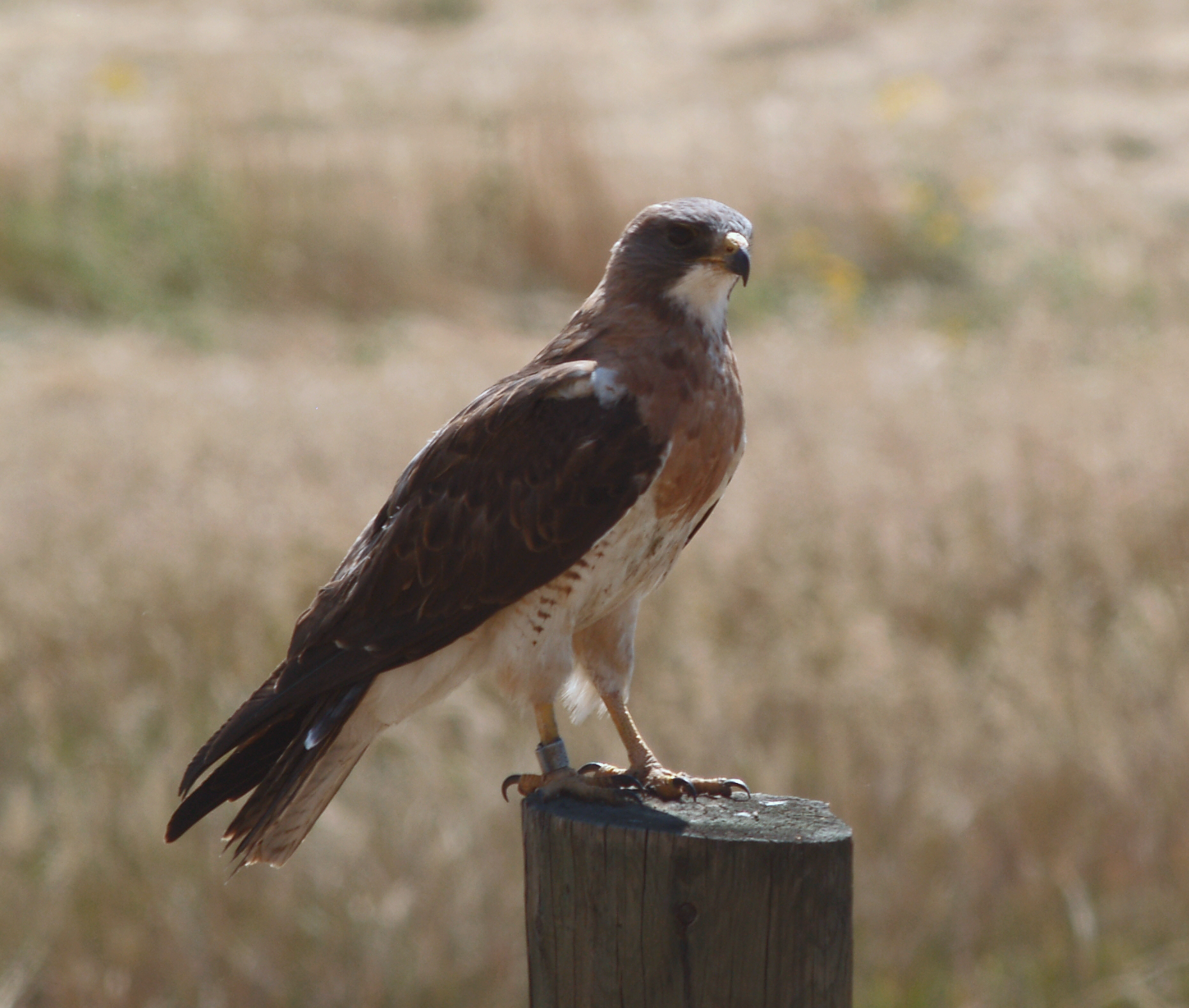
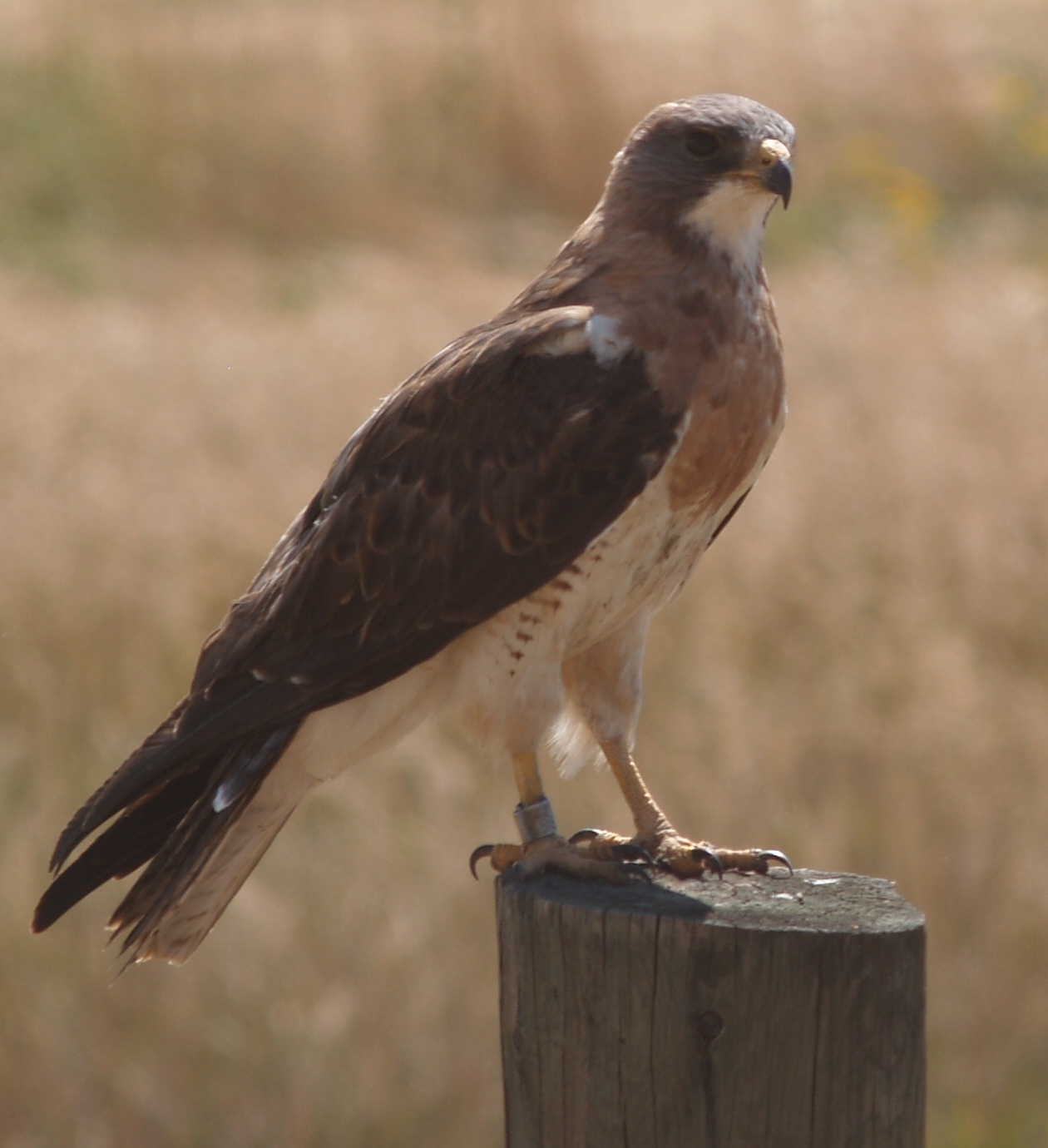
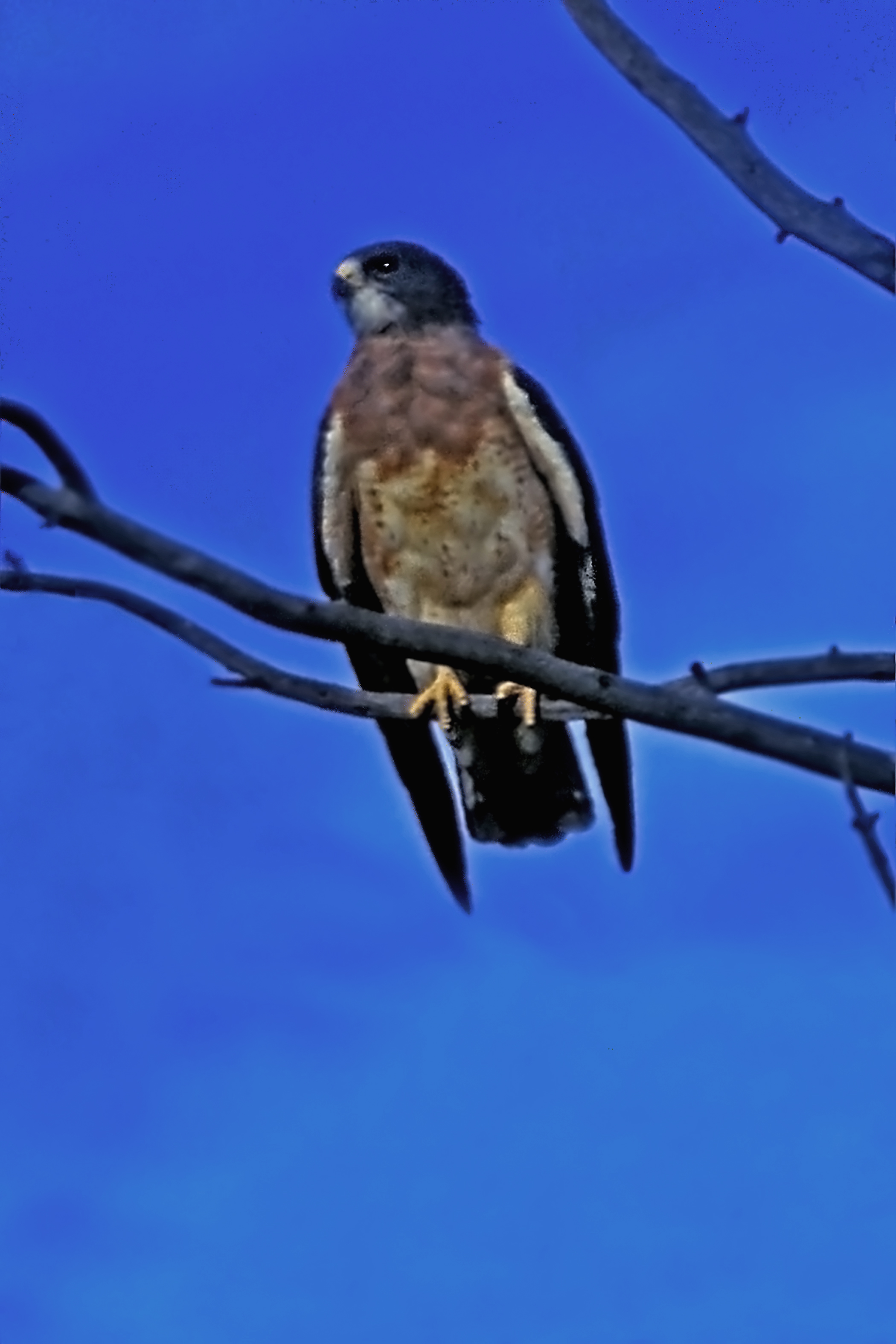
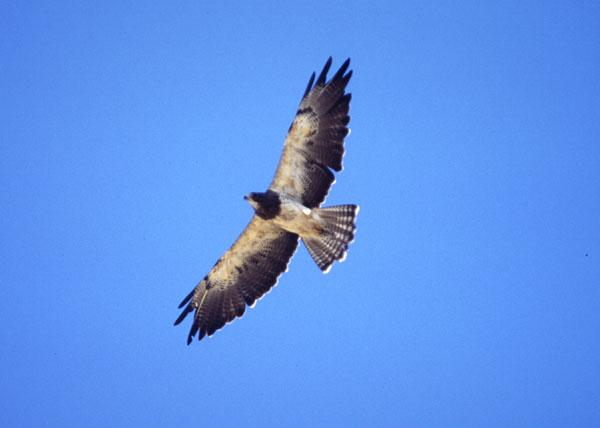
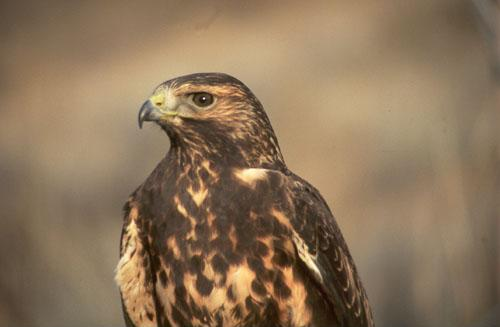
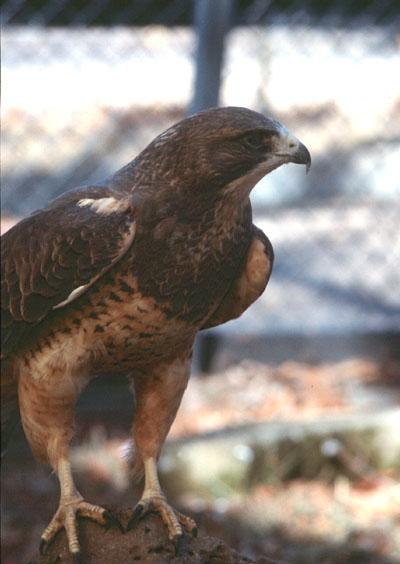